# Массачусетская книга псалмов

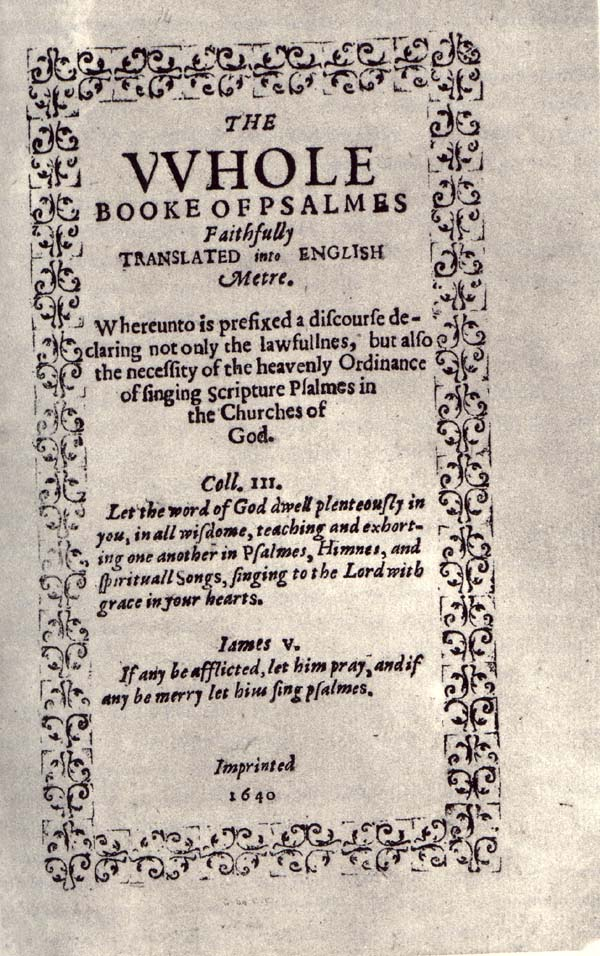
Титульный лист первого издания «Массачусетской книги псалмов».

Массачусетская книга псалмов (англ. Bay Psalm Book) — самая ранняя из дошедших до нас книг, напечатанных в Северной Америке.
Книга псалмов, то есть псалтирь, была напечатана в 1640 году в Кембридже, Массачусетс. Псалмы представляют собой метрические переводы на английский язык. Перевод их не совершенен и местами далек от поэзии. Ни один из текстов сейчас уже не используется. Однако некоторые мелодии из книги, по которым следует петь псалмы, дошли до наших дней (например, напев 100-го псалма). Тем не менее, издание книги, осуществленное всего через 20 лет после того, как отцы-пилигримы основали Плимутскую колонию, представляет собой серьёзное достижение. Книга выдержала несколько переизданий, и продолжала использоваться более ста лет.

## История издания
Первые поселенцы Колонии Массачусетского залива привезли с собой несколько псалтирей: Эйнсвортскую псалтирь (1612), составленную Генри Эйнсвортом для пуританских «сепаратистов» в Голландии, Рейвенскрофтскую псалтирь (1621) и Псалтирь Стернхолда и Хопкинса (1562; несколько изданий). Колонисты, недовольные этими псалтирями, желали иметь перевод более близкий к оригиналу. Для этого были наняты «тридцать благочестивых и ученых священников» (англ. thirty pious and learned Ministers), среди которых были Ричард Мэзер и Джон Элиот.
Первое издание, малое кварто, вышло в книгопечатне Стивена Дея, и содержало 148 страниц, в том числе: 20-страничное предисловие, «Метрические псалмы» (англ. The Psalmes in Metre), «Обращение к читателю» (англ. An Admonition to the Reader) и пространный список опечаток, озаглавленный «Ошибки, допущенные при печатании» (англ. Faults escaped in printing). В 1680-м году вышло 9-е издание, где впервые появилось музыкальное сопровождение, включавшее мелодии из «Краткого введения в музыку» Джона Плейфорда (Лондон, 1654).

## Существующие экземпляры
Известно 11 экземпляров первого издания Массачусетской книги псалмов. Они находятся в Библиотеке Конгресса США, Йельском университете, Браунском университете, Американском антикварном обществе, музее и библиотеке Розенбах; два экземпляра принадлежали Старой южной церкви в Бостоне до 2013 года, когда один был продан на аукционе за 14 миллионов долларов. В настоящее время экземпляр, принадлежащий Церкви, хранится в отделе редких книг Бостонской публичной библиотеки.

## Стоимость
В XX веке первое издание книги псалмов появлялось в продаже только один раз: в 1947 году на аукционе Сотбис за 151 000 $ книгу приобрел Йельский университет.
17 сентября 2009 году на аукционе Галереи Сванна одно из ранних изданий книги псалмов (ок. 1669—1682), переплетенное в один том с Эдинбургской библией, было продано за 57 600 $.
26 ноября 2013 года на аукционе Сотбис в Нью-Йорке Книга псалмов (издание 1640 года) была продана за 14,165 млн. $, став тем самым самой дорогой печатной книгой в истории.